# Mikołaj (Czufarowski)
Mikołaj, imię świeckie: Aleksandr Matwiejewicz Czufarowski (ur. 1 listopada?/13 listopada 1884 w Czufarowie, zm. 7 marca 1967 w Jarosławiu) – rosyjski biskup prawosławny.

## Życiorys
W 1908 ukończył seminarium duchowne w Jarosławiu i w 1910 został wyświęcony na kapłana. Przez pierwszych pięć lat służby kapłańskiej prowadził pracę duszpasterską w soborze w Rostowie. Następnie od 1915 do 1918 był kapelanem pułkowym w armii rosyjskiej. W 1918 wrócił do Rostowa i do 1943 pracował w różnych cerkwiach eparchii jarosławskiej i rostowskiej.
21 maja 1944, po uprzednim złożeniu przezeń wieczystych ślubów mniszych, przyjął chirotonię biskupią i objął zarząd eparchii połtawskiej i krzemieńczuckiej. Już po dwóch dniach został przeniesiony na katedrę wołyńską i łucką, zaś po reorganizacji struktur Patriarchatu Moskiewskiego na Wołyniu przyjął tytuł biskupa wołyńskiego i rówieńskiego. W 1946 przeniesiony ponownie na katedrę iżewską i udmurcką, zaś po roku, w październiku 1947 - na katedrę astrachańską. Już 12 grudnia tego samego roku został odwołany z Astrachania i skierowany do eparchii orłowskiej i briańskiej.
W 1949 objął katedrę rostowską i nowoczerkaską, zaś po dwóch latach został przeniesiony do eparchii riazańskiej i kasimowskiej. W Riazaniu kierował pracami nad restauracją fresków soboru katedralnego. Szczególnie dbał również o jakość i styl śpiewu cerkiewnego. W 1959 otrzymał godność arcybiskupa. W 1963 odszedł w stan spoczynku. Zmarł cztery lata później w Jarosławiu i został pochowany w cerkwi Trójcy Świętej we wsi Smolenskoje k. Jarosławia.